# Всім — спасибі!..
«Всім — спасибі!..» (рос. «Всем — спасибо!..») — російський радянський художній фільм 1981 року режисера Інеси Селезньової.

## Сюжет
Молодий математик Дмитро важко переживає, що дружина пішла. Випадково потрапивши на зйомки фільму, герой раптом починає розуміти, що в основі сюжету лежать спогади його колишньої дружини.

## У ролях
- Олена Соловей
- Сергій Шакуров
- Олександр Парра
- Марія Стернікова
- Наталія Вількіна
- Ернст Романов
- Володимир Качан
- Михайло Данилов
- Станіслав Садальський
- Олена Сафонова
- Юрій Демич
- Галина Гладкова
- Олег Вавілов

## Творча група
- Автори сценарію: — Борис Золотарьов
- Режисери-постановники: — Інеса Селезньова
- Оператори-постановники: — Євген Анісімов
- Художники-постановники: — Петр Пророков
- Композитори: — Володимир Дашкевич